# Parque Ribalta, plaza de la Independencia y plaza Tetuán
El conjunto histórico formado por el Parque Ribalta, la plaza de la Independencia y la plaza Tetuán  es un Bien de Interés Cultural de la ciudad de española de Castellón de la Plana. Está inscrito ante el ministerio correspondiente con el número RI-53-0000246, y en el Inventario General del Patrimonio Cultural Valenciano con el código 12.040-9999-000019.
Se encuentra localizado inmediatamente al oeste del núcleo histórico tradicional de la ciudad y comprende un conjunto de edificios públicos y privados así como el espacio urbano que les rodea, aspecto en el que destaca la gran zona verde del primer parque de Castellón.

## Contexto histórico
Con el traslado de la ciudad desde el Castell Vell a La Plana en la Edad Media se trazó un camino llamado del Collet para unir la nueva villa con la principal vía de comunicación de la zona, la antigua Via Augusta o Camino Real. Este camino coincide con la actual calle Zaragoza y Andén central del parque Ribalta, que posteriormente formaron parte de la carretera de Zaragoza, como continuación de la calle Colón, formando secularmente el eje este-oeste de la ciudad. Junto al camino creció a partir del siglo XVIII un pequeño arrabal, conocido popularmente como ravalet, en torno a la ermita del Calvario alimentado por la celebración de las ferias en la plaza Nueva urbanizada años antes y que ahora forma parte de la avenida Rey don Jaime y la presencia del Huerto de Sogueros en las proximidades. En 1804 se bendice el nuevo cementerio de la villa trasladado desde los alrededores de la plaza Mayor. En 1837 ante el avance de las tropas carlistas se construye una nueva muralla que envuelve a la villa y sus crecimientos urbanos  hasta la fecha apoyándose en diversos elementos topográficos, como la presencia en esta zona de un paleocauce conocido como la Sequiota que desembocaba en el río Seco y que servía de foso a la muralla —actual Ronda Magdalena—, y que tenía al final de la calle Zaragoza un portal llamado de Morella, que se mantuvieron en pie hasta 1882.
En 1862 llegó a Castellón el ferrocarril desde Valencia y en 1868 lo hizo desde Barcelona, estableciendo su estación al oeste de la ciudad. Queriendo mejorar la imagen de la urbe el ayuntamiento decide trasladar el cementerio a una nueva ubicación en la otra orilla del río, y crear sobre el clausurado un parque urbano dedicado al que entonces se creía principal personaje histórico nacido en el municipio, el pintor Francisco Ribalta y que en 1876 fue ampliado hasta convertirlo en el principal pulmón de la ciudad. La burguesía también quiso contribuir a este embellecimiento construyendo sus viviendas en la prestigiosa calle que unía el centro histórico con el moderno medio de transporte. La amplitud de una zona todavía por urbanizar también motivó la construcción de importantes edifciios públicos en la zona que requerían de espacio por motivos de tamaño e higiene.
El desarrollismo motivó la adopción de unas nuevas ordenanzas de construcción en 1958, seguido de un nuevo Plan General de Ordenación Urbana en 1963 que dieron rienda suelta a la densificación del centro histórico de la ciudad con la construcción de edificios de gran altura y la destrucción de numeroso patrimonio. Precisamente, el proyecto de derribo de la Casa Calduch en la palza de la Independencia para construir un edificio de gran altura fue el detonante para la declaración de la zona como conjunto histórico, cuyo expediente se incoó en 1977, culminando con su declaración como BIC por ser uno de los entornos urbanos más significativos de la capital. En 2021 todavía no había sido aprobado el plan especial de protección que las leyes Patrimonio histórico español y del Patrimonio cultural valenciano exigen y que fue redactado en 2014, y que previamente se había intentado redactar en 1993.
La zona está inserta en el eje que, gracias a la construcción de la avenida del Mar, une el puerto con la Universidad Jaime I en línea recta pasando junto a los principales mnumentos y puntos de interés de la ciudad. Por este motivo forma parte del trazado de la línea 1 del TRAM, que en 2008 se inauguró llegando hasta las puertas del parque, línea que se vio interrumpida al no poder cruzarlo en su camino hasta el Grao con motivo de las numerosas protestas ciudadanas que impidieron que circulara por el Andén central, motivo por el que cuando en 2014 se completó la línea el trolebús rodee la zona verde, pero igualmente pasando por la plaza de la Independencia y la calle Zaragoza, con parada en cada una de ellas.

## Descripción artística
Las construcciones desarrolladas en la zona son fruto de su época, y dado el afán de los promotores en ofrecer una imagen amable y moderna de la ciudad, fueron proyectadas por los arquitectos más prestigiosos del momento de entre los que ejercían en la ciudad como Francisco Tomás Traver, Godofredo Ros de Ursinos y su hijo Luis Ros de Ursinos, José Meyer, Manuel Montesinos Arlandiz, Francisco Maristany y Vicente Traver, aunque el más destacado es el valenciano Demetrio Ribes Marco, en estilos que condensan toda la arquitectura modernista con estilos que incluyen rasgos valencianos, españoles e incluso internacionales; el eclecticismo, el racionalismo, así como apariciones incipientes de influencias del Movimiento moderno, dados los más de 30 años que transcurrieron desde las primeras edificaciones hasta las últimas. Por tanto, es interesante por el valor patrimonial de sus edificios y jardines y como modelo para explicar el desarrollo urbanístico de la ciudad desde mediados del siglo XIX hasta inicios del XX
El conjunto histórico-artístico está delimitada por los siguientes viales, empezando desde la esquina noroeste del mismo y en sentido de las agujas del reloj: Gran Vía Tárrega Monteblanco, calle Miguel Juan Pascual, avenida Pérez Galdós, plaza de España, avenida Barcelona, paseo Ribalta, plaza de la Independencia, calle Zaragoza, plaza Tetuán, calle Dolores, avenida Rey don Jaime, plaza Tetuán, calle Zaragoza, plaza de la Independencia, paseo Ribalta, calle República Argentina y calle Padre Jofre. Esto es un ámbito muy reducido en comparación con el tamaño del centro histórico de Castellón ya que no incluye el núcleo medieval.
Los principales edificios y espacios urbanos comprendidos son los siguientes:

### Hospital Provincial

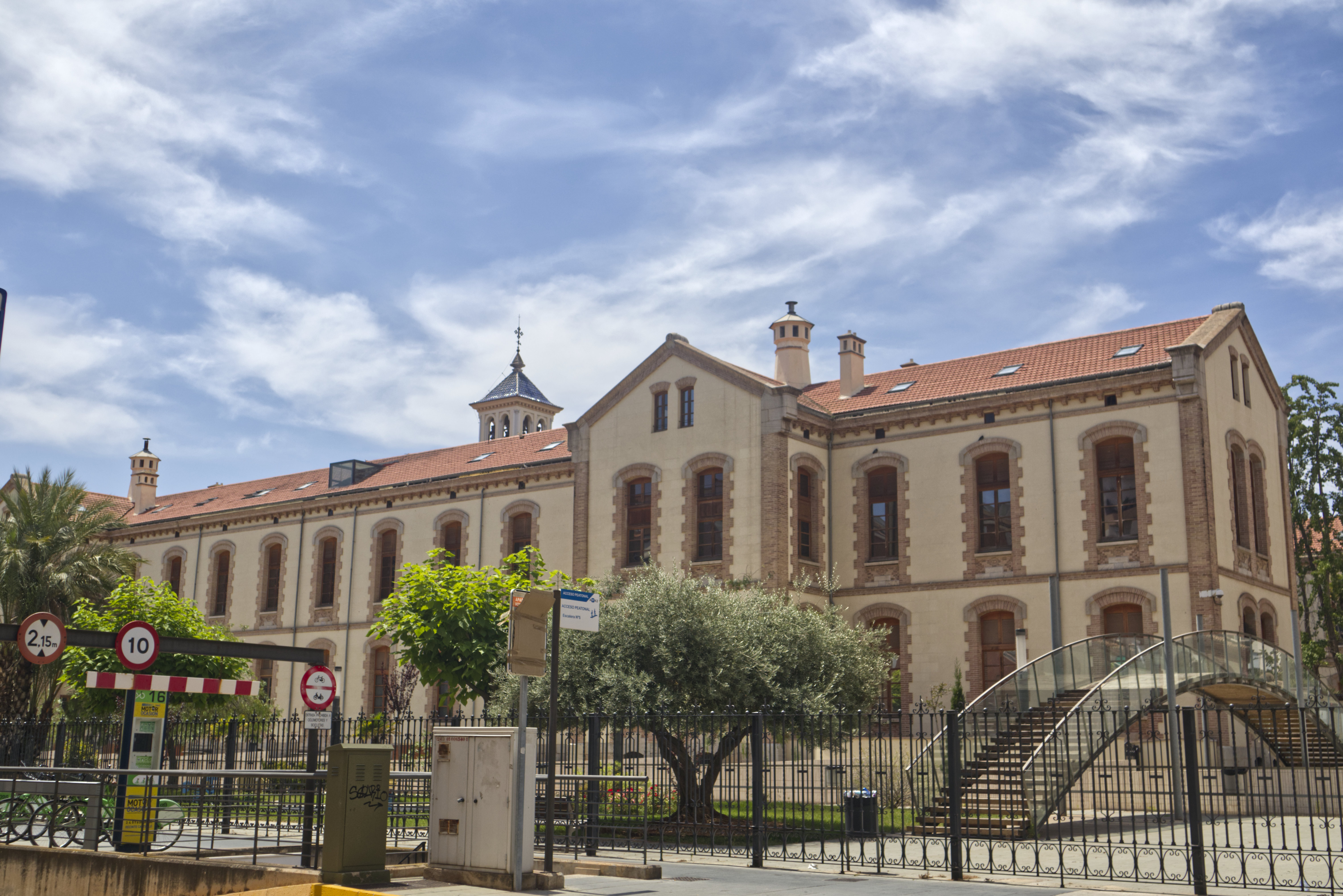
Fachada lateral del Hospital Provincial

Arquitectónicamente se trata de un complejo con diversos edificios el más antiguo de los cuales se construyó entre 1882 y 1907 por Manuel Montesinos Arlandiz y su hijo Manuel Montesinos Ibáñez y que todavía mantiene su uso original. Este edificio posee una planta en «H» y se compone de sótano, 2 alturas y desván con acceso central en eje con la capilla situada en el claustro. Las fachadas se componen sobre ejes verticales, con series rítmicas de huecos recercados con ladrillo y con forma de arco rebajado. Destaca el frontón sobre la entrada principal y las chimeneas del edificio. También se conserva el vallado y la verja originales y algunos pabellones auxiliares. El patio ajardinado interior está rodeado de un porche con soportes y capiteles decorados de fundición.

### Parque Ribalta

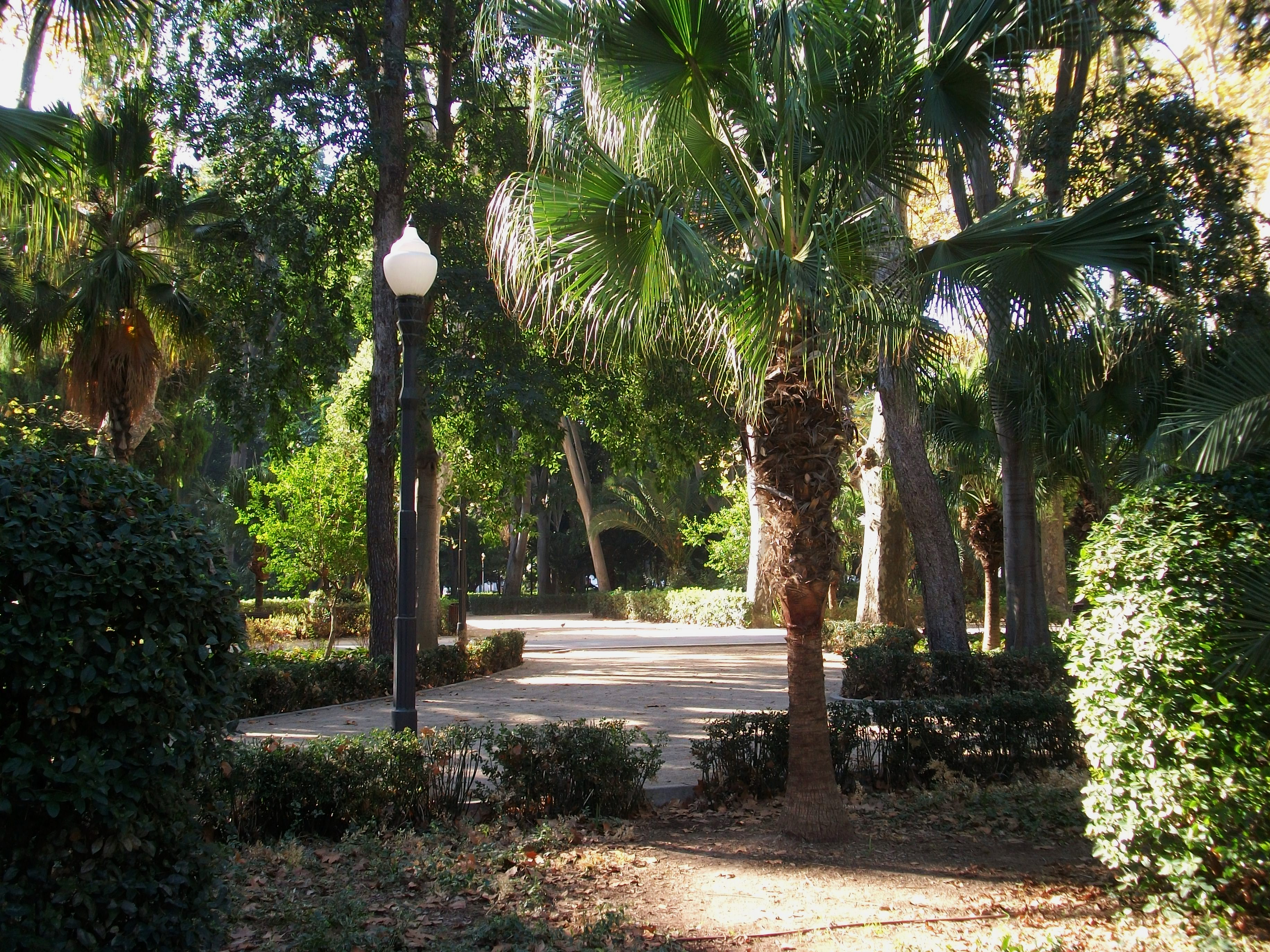
Parque Ribalta

La creación del parque Ribalta viene motivada por la llegada del ferrocarril a Castellón, ya que con él se pretendía causar una imagen de poder económico y belleza que diese la bienvenida a los viajeros y les mostrase la ciudad que la burguesía deseaba construir. Su superficie puede dividirse en dos partes tanto por motivos históricos, cronológicos y de diseño. Por un lado está el paseo Ribalta erigido en 1868 sobre el antiguo cementerio del Calvario obra del ingeniero de caminos Luis Alfonso en estilo inglés, tiene forma triangular con dos círculos inscritos comunicados por un paseo, en el primer círculo —de tamaño más grande— se construyó un edificio conocido como La Pérgola que en la década de 1970 se derribó para construir el actual edificio multifuncional sin uso y catalogado como impropio para su ubicación, mientras que en el círculo menor contiene la estatua del pintor Ribalta realizada por Juan Bautista Adsuara e inaugurada en 1927, en el paseo que une ambas zonas, dedicado a Francisco González Chermá, destacan los bancos decorados con cerámica. En 1876 se amplia el parque con la creación de la entonces llamada Alameda o paseo del Obelisco, también diseño de Luis Alfonso con la colaboración de Salvador Fors y el jardinero Francisco Tirado, que tiene forma trapezoidal cruzada por un paseo diagonal que va de la plaza de la Independencia a la estación de ferrocarril en cuyo centro se encuentra el obelisco conmemorativo de las victorias en las diversas guerras carlistas construido en 1898, derribado en 1938 y reconstruido en 1980, los restantes espacios triangulares están ocupados por las conocidas como maranyetes o «paseos de filósofo», el Jardín de los Cinco Círculos, la Rosaleda de 1923, o el estanque o basseta dels peixets trazado en 1920 y junto a él la estatua de su principal promotor el alcalde Domingo Herrero obra de Tomás Colón. En 1910 la carretera que lo cruzaba fue desviada, quedando ambos espacios unidos y permitiendo la construcción en 1934 del templete de música obra de Francisco Maristany, rodeado por el busto del guitarrista Francisco Tárrega obra de Adsuara y del pintor Vicente Castell realizado por Octavio Vicent. El parque tiene un área de 77 787 m² y cuenta con 84 especies arbóreas. Desde 2021 es un Bien de relevancia local de forma individual.

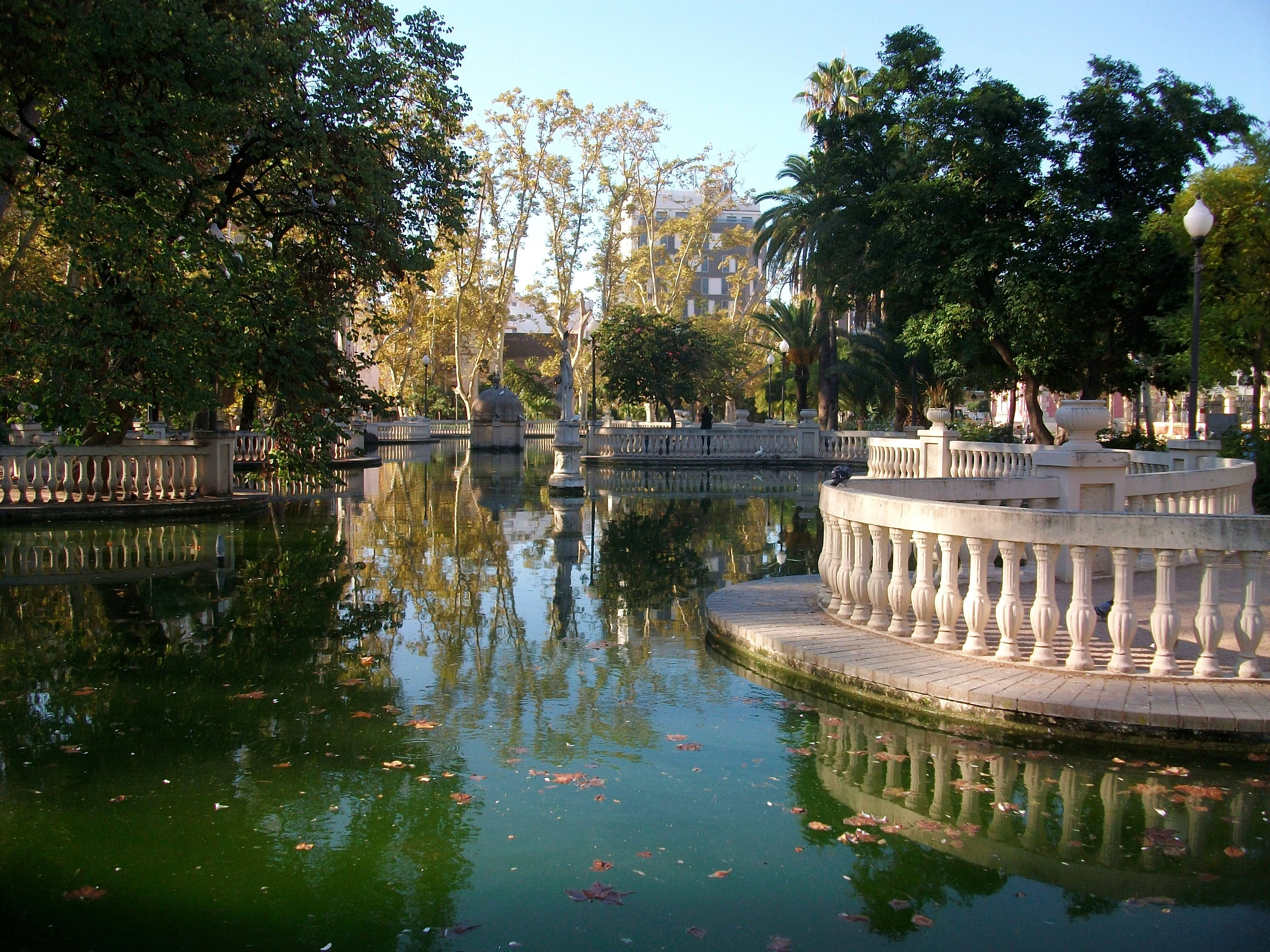
Estanque
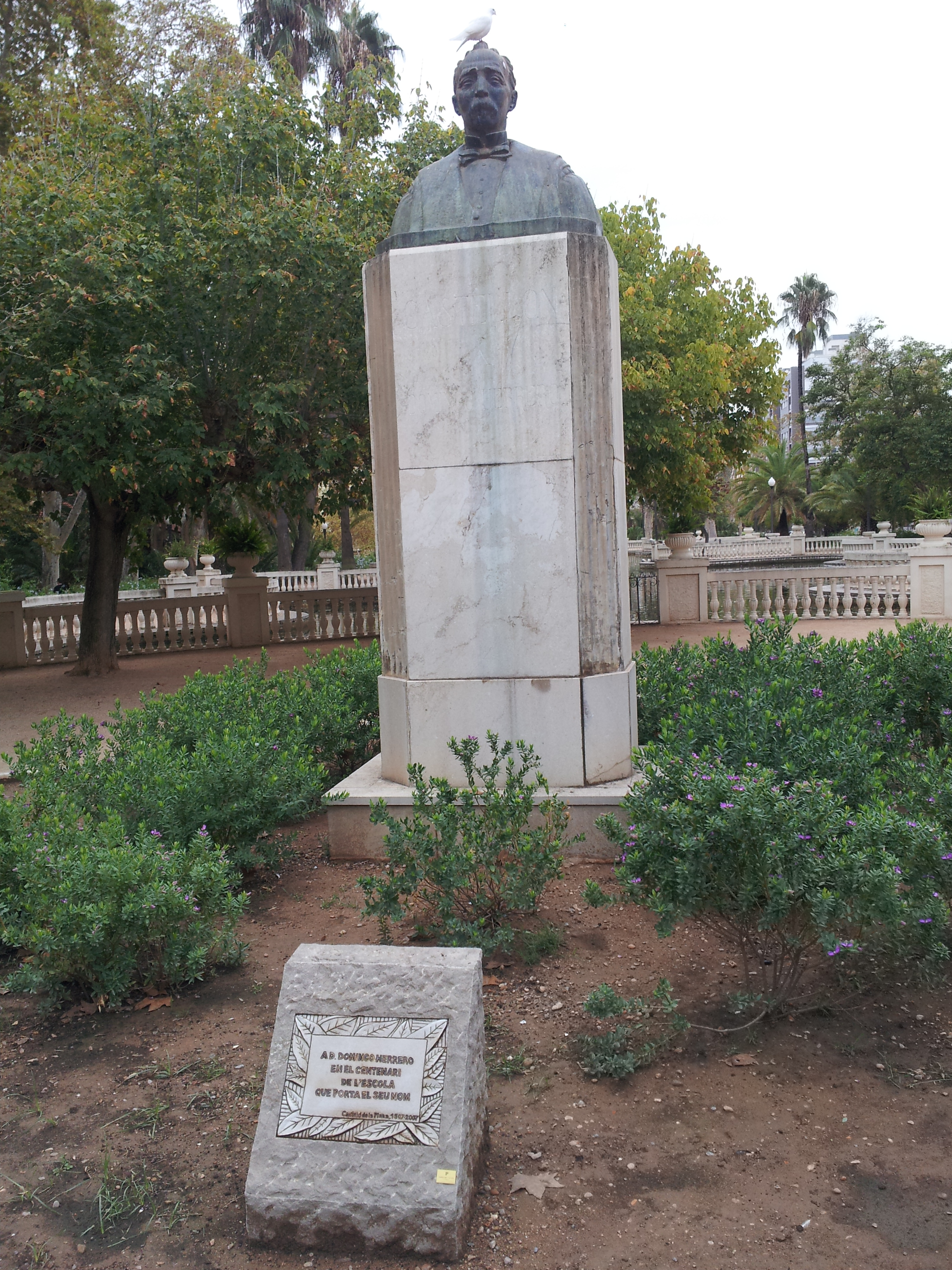
Busto de Domingo Herrero
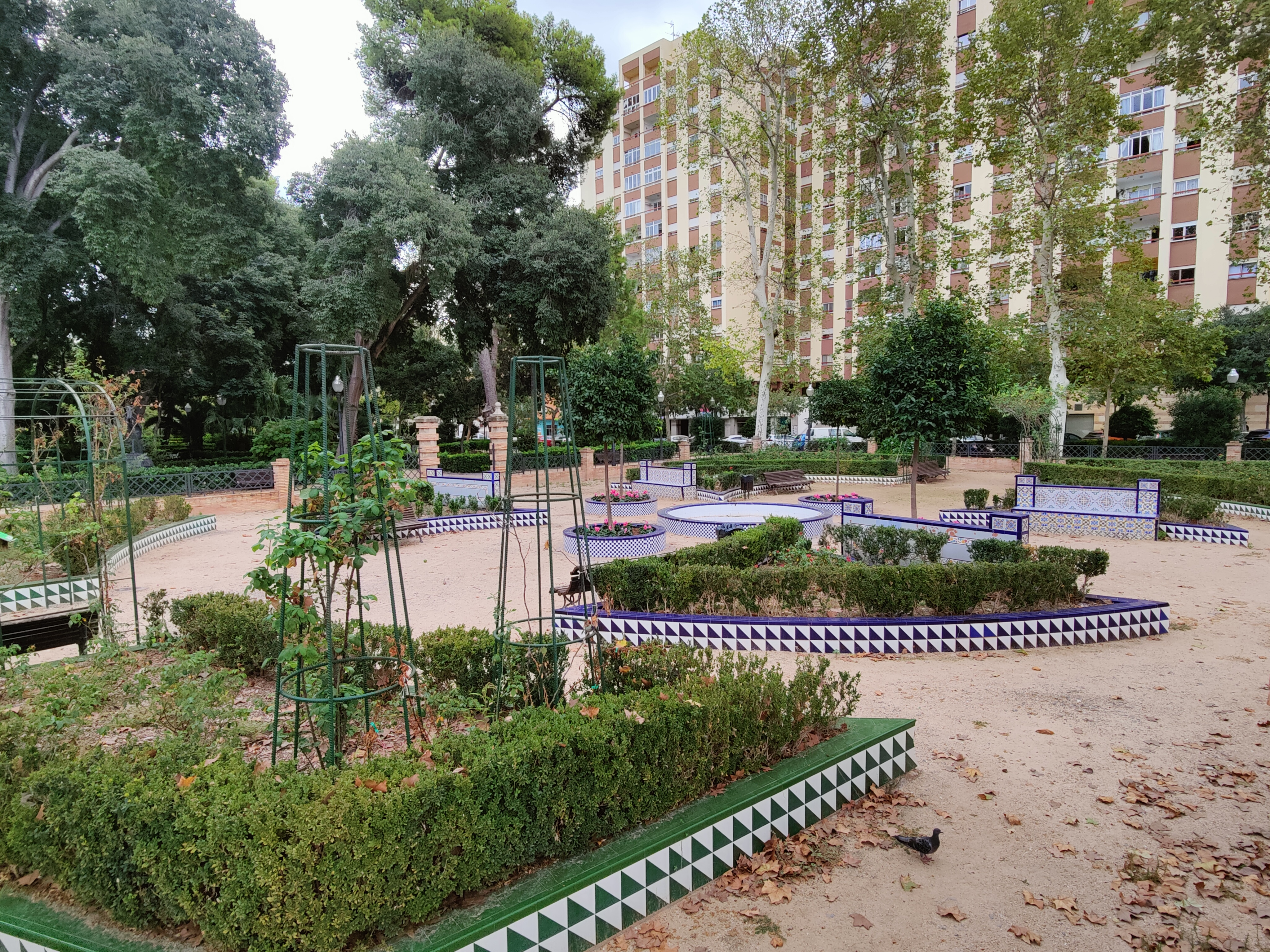
Rosaleda
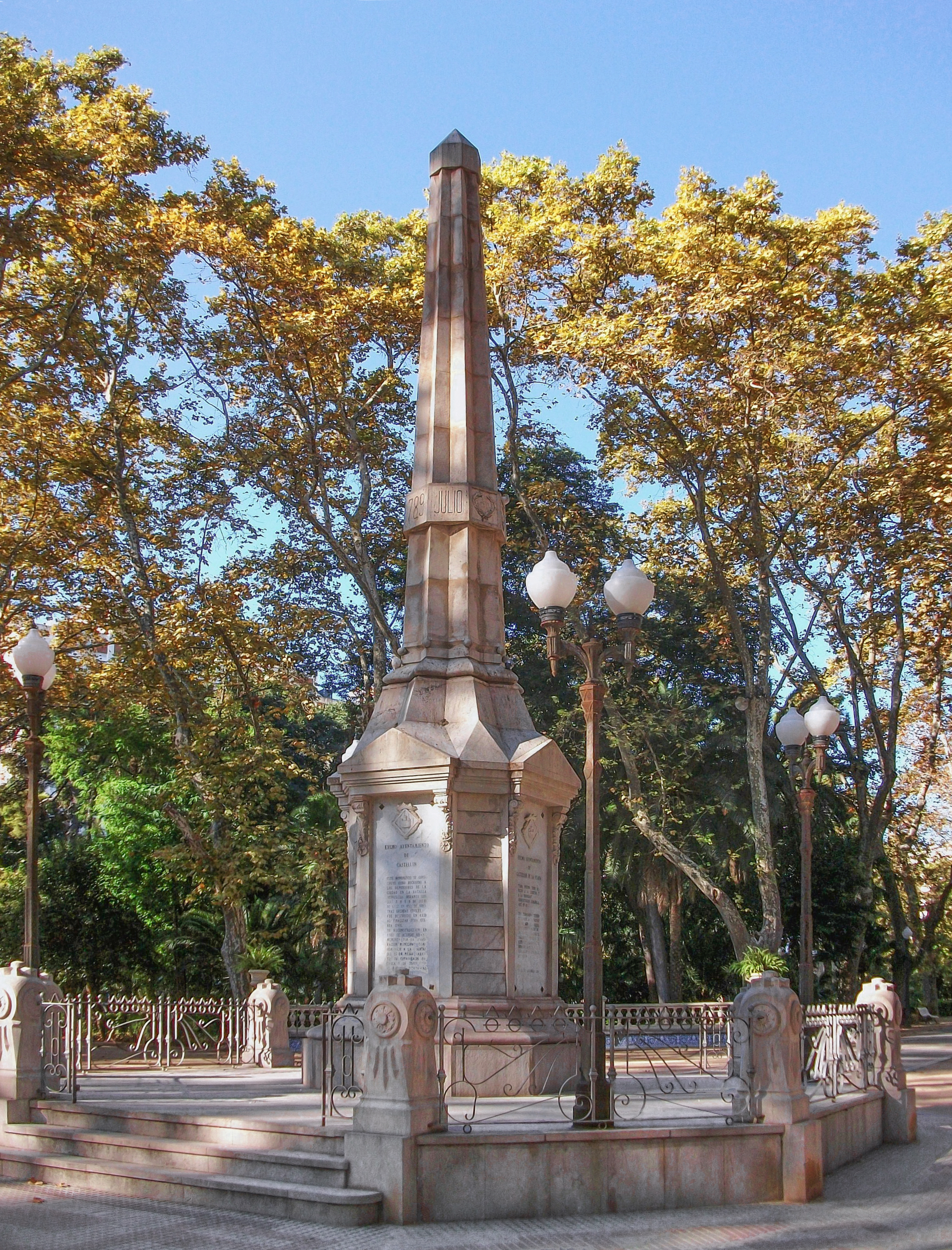
Obelisco
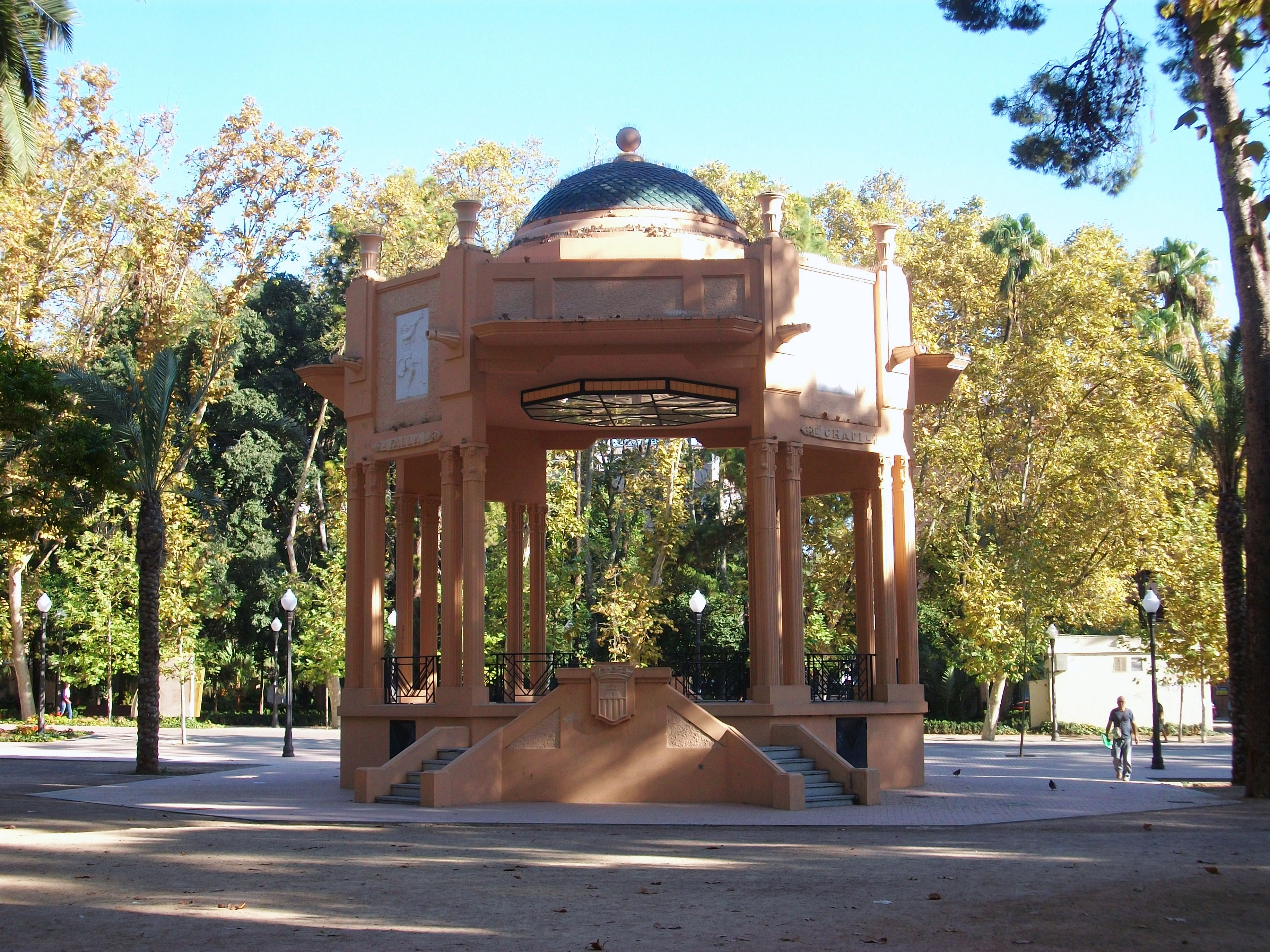
Templete
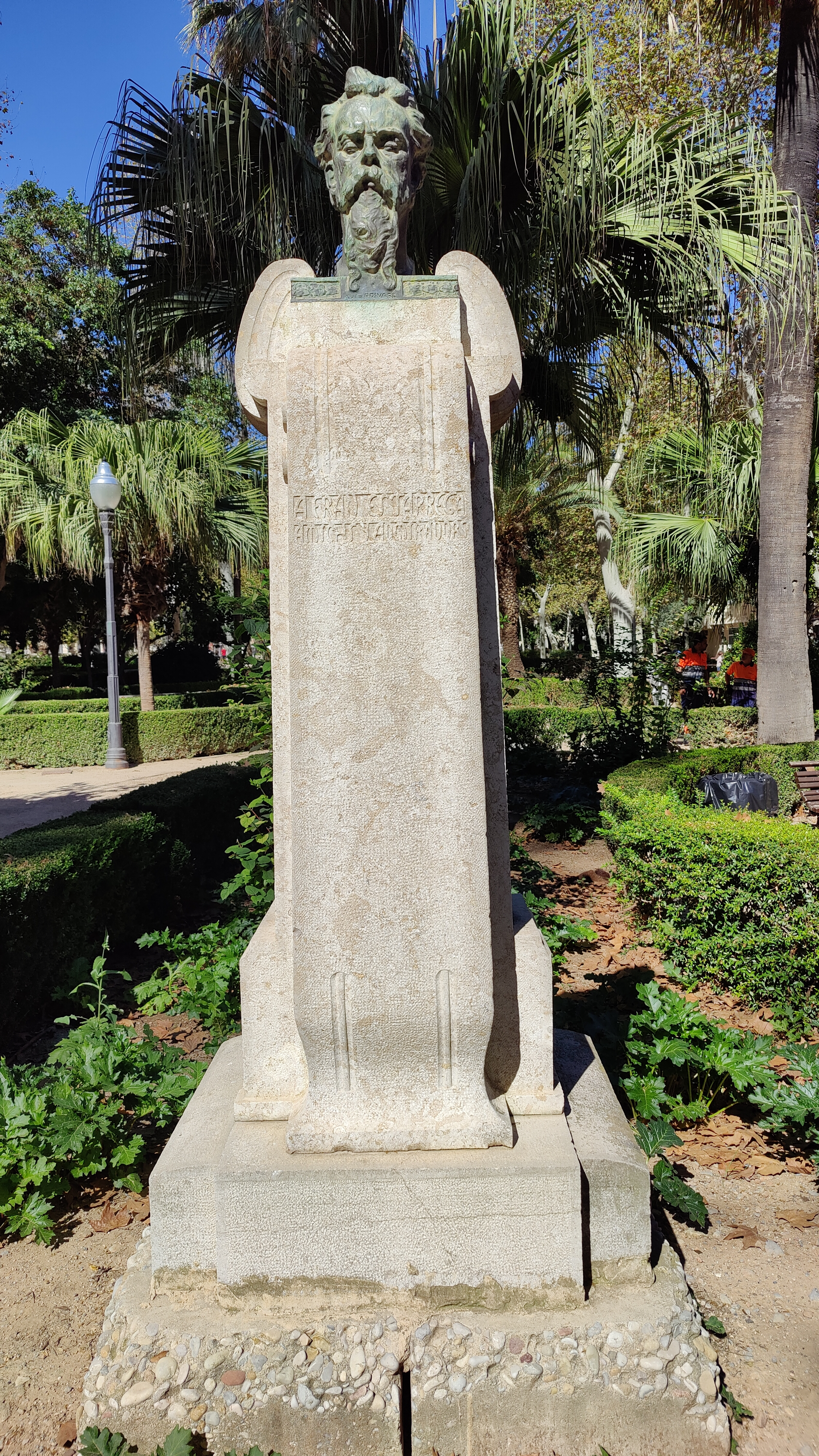
Busto de Francisco Tárrega
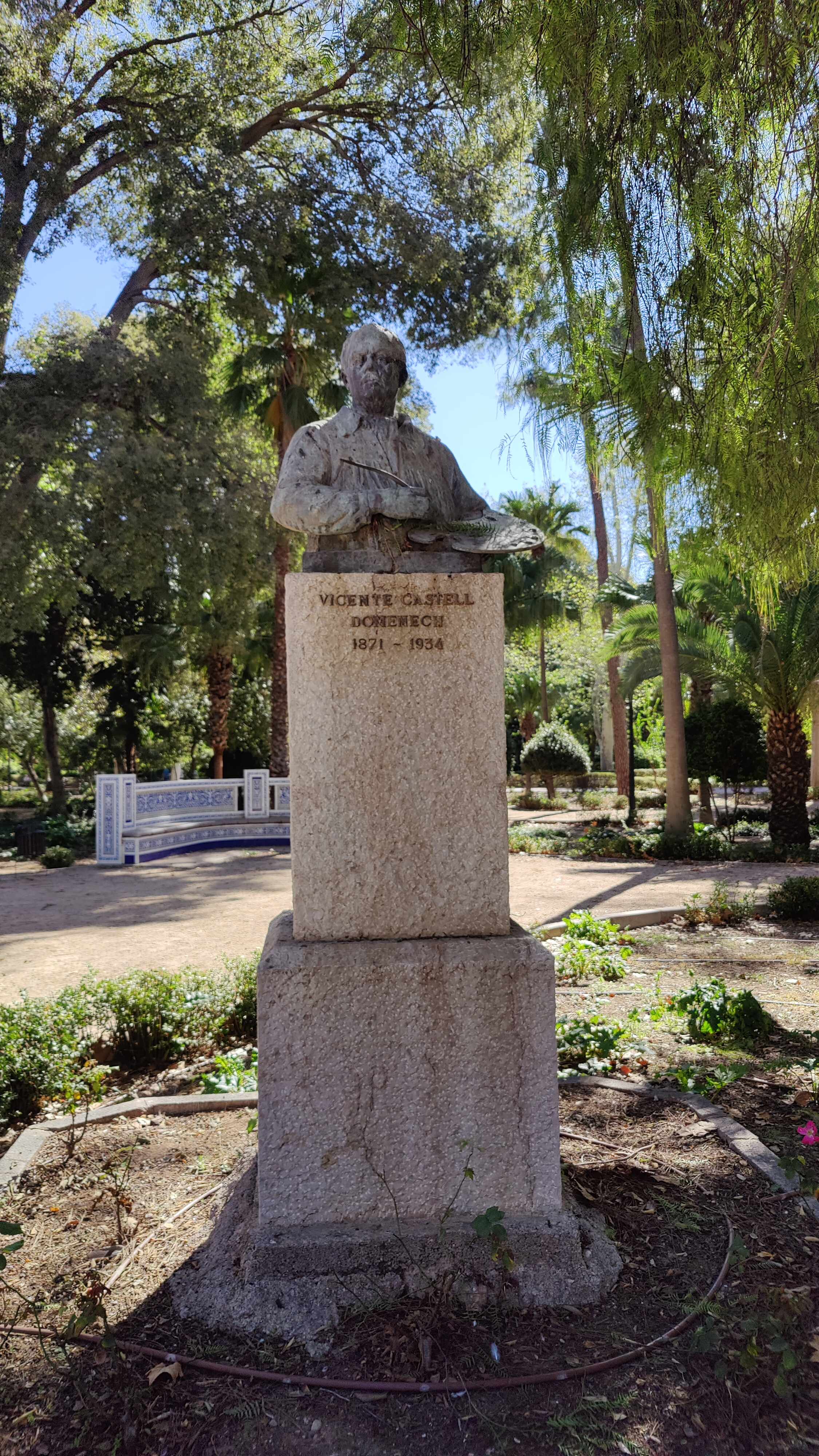
Busto de Vicente Castell
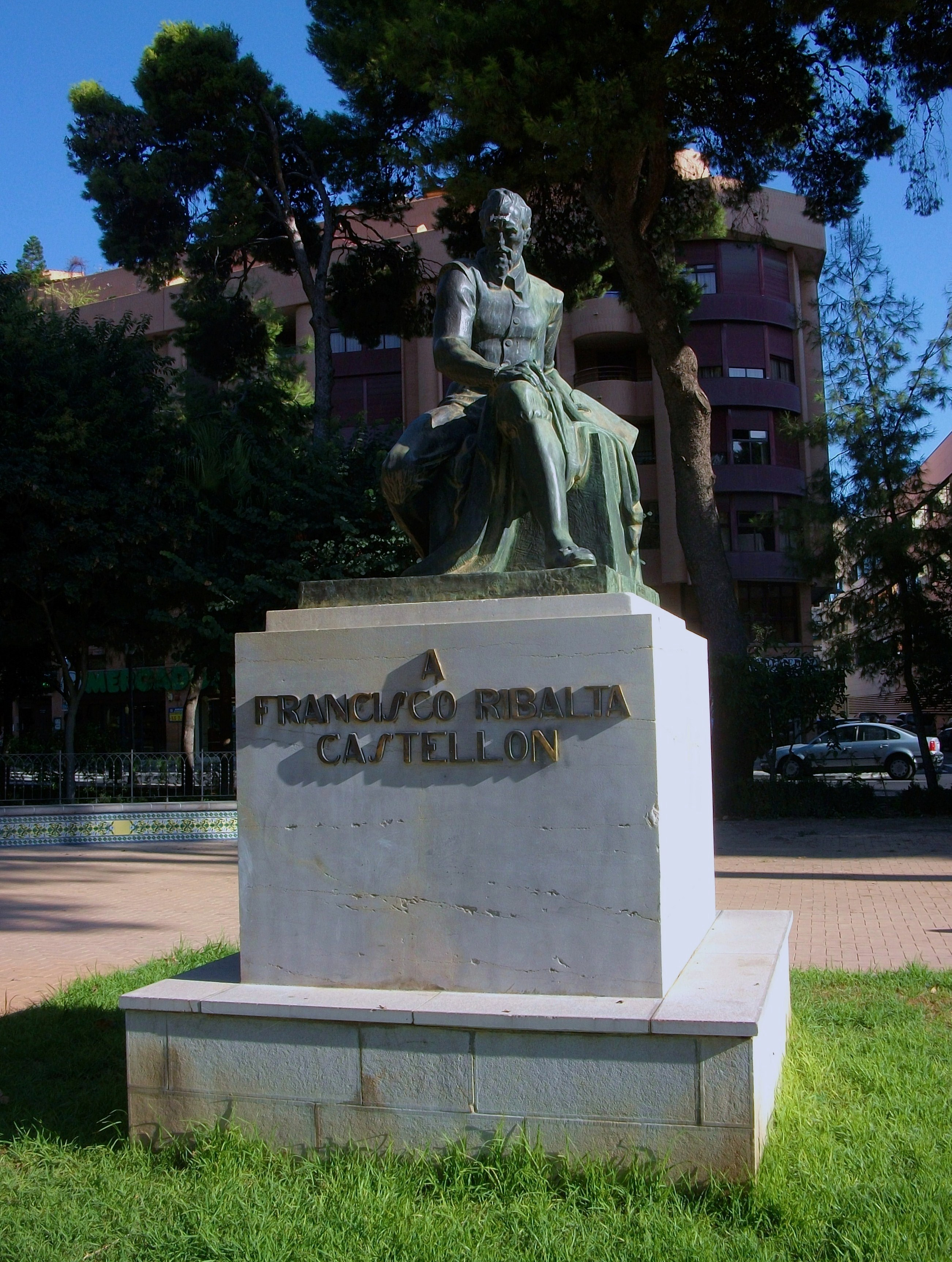
Monumento a Francisco Ribalta
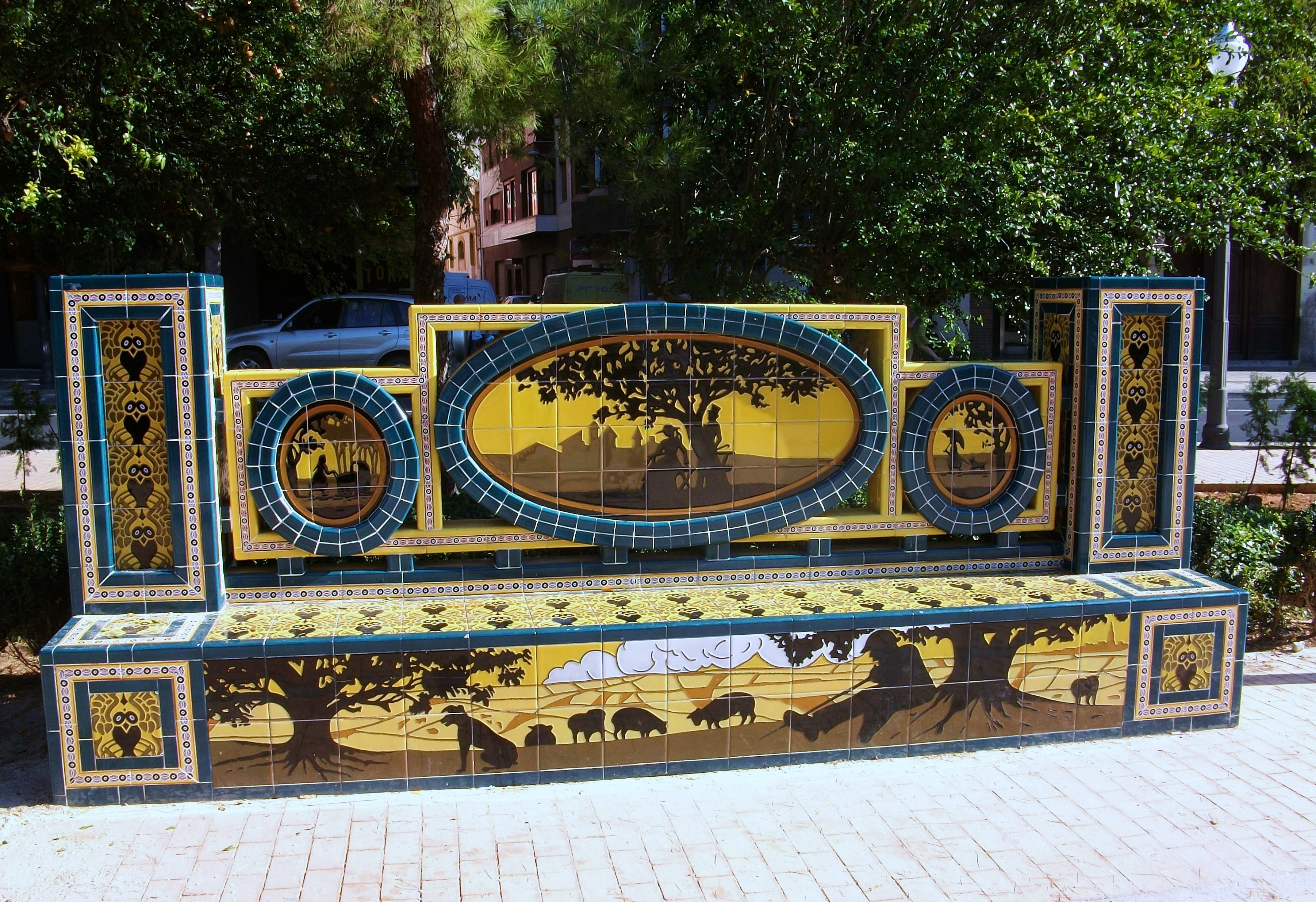
Banco de cerámica

### Entorno del parque Ribalta
El entorno del parque lo componen la plaza de España, la avenida Bracelona, el paseo Ribalta y la avenida Pérez Galdós. A parte de los edificios descritos a continuación, el decreto de creación del BIC señala también los situados en los números 1 (derribado), 3, 4, 6 (derribado) y 8 (derribado).

#### Antigua estación de ferrocarril

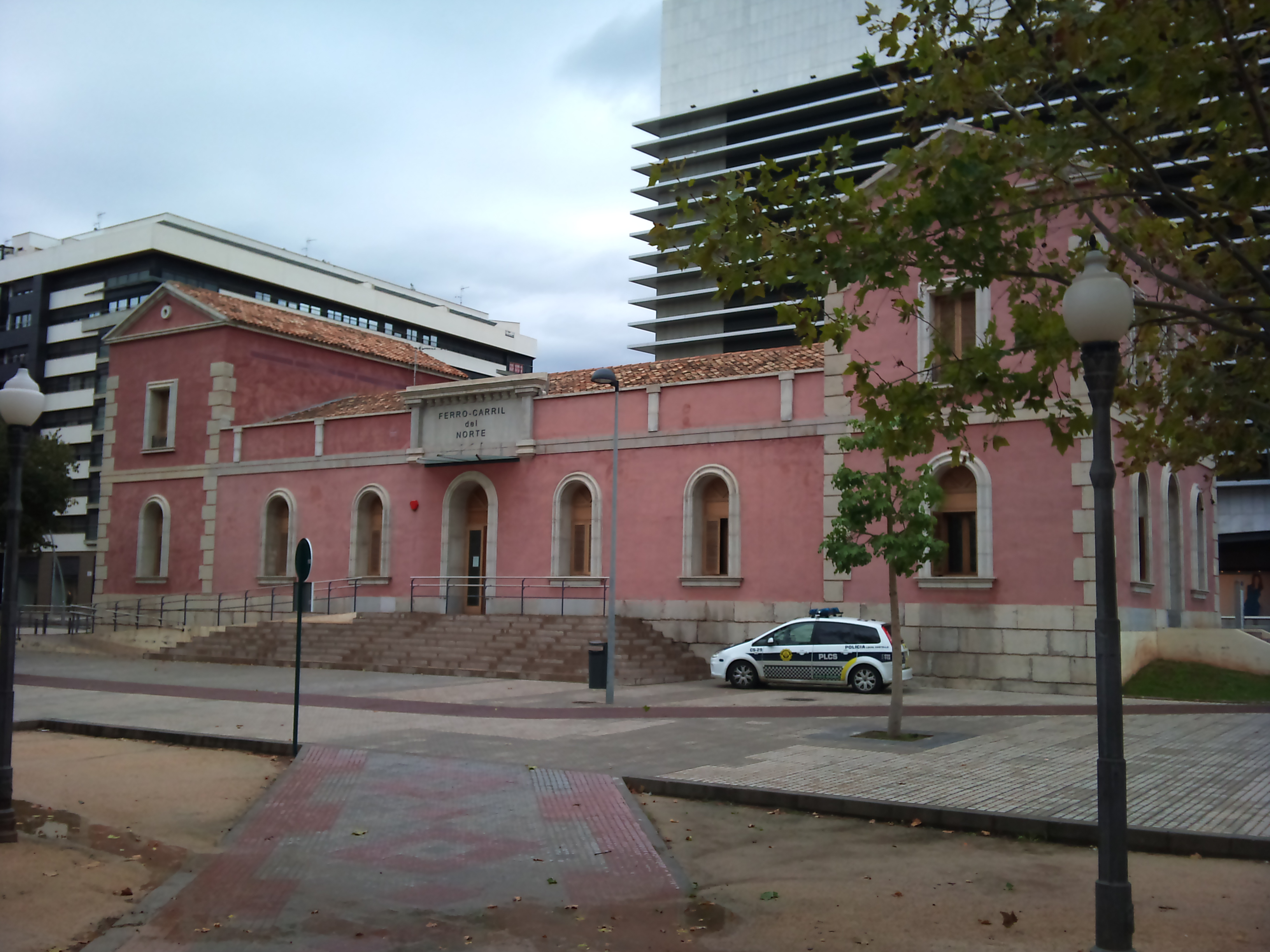
Antigua estación de ferrocarril

El edificio de la antigua estación de ferrocarril volvió a adquirir su aspecto original en 2008, cuando una vez sin su uso original fue remodelado para eliminar los añadidos introducidos en 1966 y dejar a la vista la obra que realizó Francisco Maristany en 1864. De estilo sobrio y severo, el edificio se compone de planta baja sobre un zócalo de sillería al que se accede desde una escalinata, y se enmarca entre dos cuerpos laterales de 2 alturas rematados con frontones triangulares. Los vanos son de estilo clasicista con molduras.
La valla que rodeaba la antigua estación es obra del arquitecto Francisco Tomás en 1912 y es de estilo art déco. Cada tramo discurre entre dos pilares y presenta en la base un pequeño aplacado liso sobre el que se elabora uun paño de ladrillo visto encima del que aparece una moldura para sustentar la piedra en la que apoya la reja metálica. Esta reja se compone de diversos módulos comprendidos entre cada montante de sujeción acabados en punta de lanza y flanqueados por piezas en forma de «z», entre los que se sitúan parejas de montantes más elevados separados por un círculo. Los pilares son de obra con un basamento dividido en 5 partes y rematados con un capitel de planta cuadrada con elementos curvos salientes, por encima de los cuales se recrece escalonadamente y se decora con un pequeño círculo a cada lado.

#### Plaza de toros

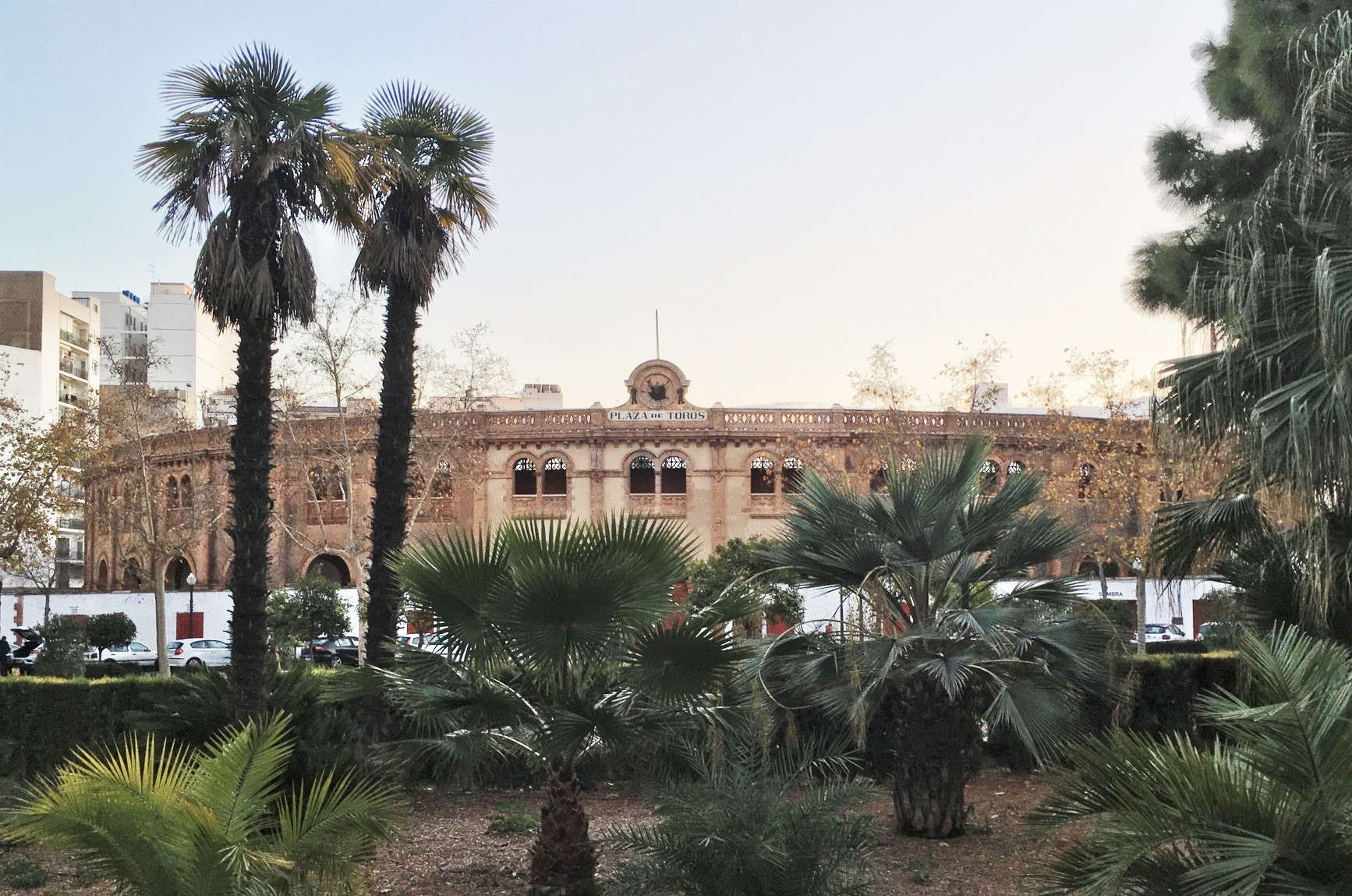
Plaza de toros desde el parque Ribalta

El coso taurino es obra de Manuel Montesinos Arlandiz y se inauguró en 1887. Su estilo es romántico-neomudéjar, y distribuye su forma circular en módulos iguales definidos entre machones de ladrillo visto de suelo al pretil superior y en cuya línea de imposta dibuja un rombo que hace duplicar la pilastra que sobresale con una ménsula y se cierra con un pequeño machón. El hueco inferior tiene forma de arco de medio punto en dos roscas mientras que en el nivel superior sse abren dos vanos con la misma forma protegidos por un pretil de ladrillo. Por encima la cornisa se apoya en ménsulas aplantilladas. Solo la puerta grande de la plaza que es tangente a la calle rompe el módulo sustituyendo la baranda superior por un frontón curvo donde se encuentra la escultura en bronce Alegoría taurina de José Viciano.

#### Edificio paseo Ribalta n.º11

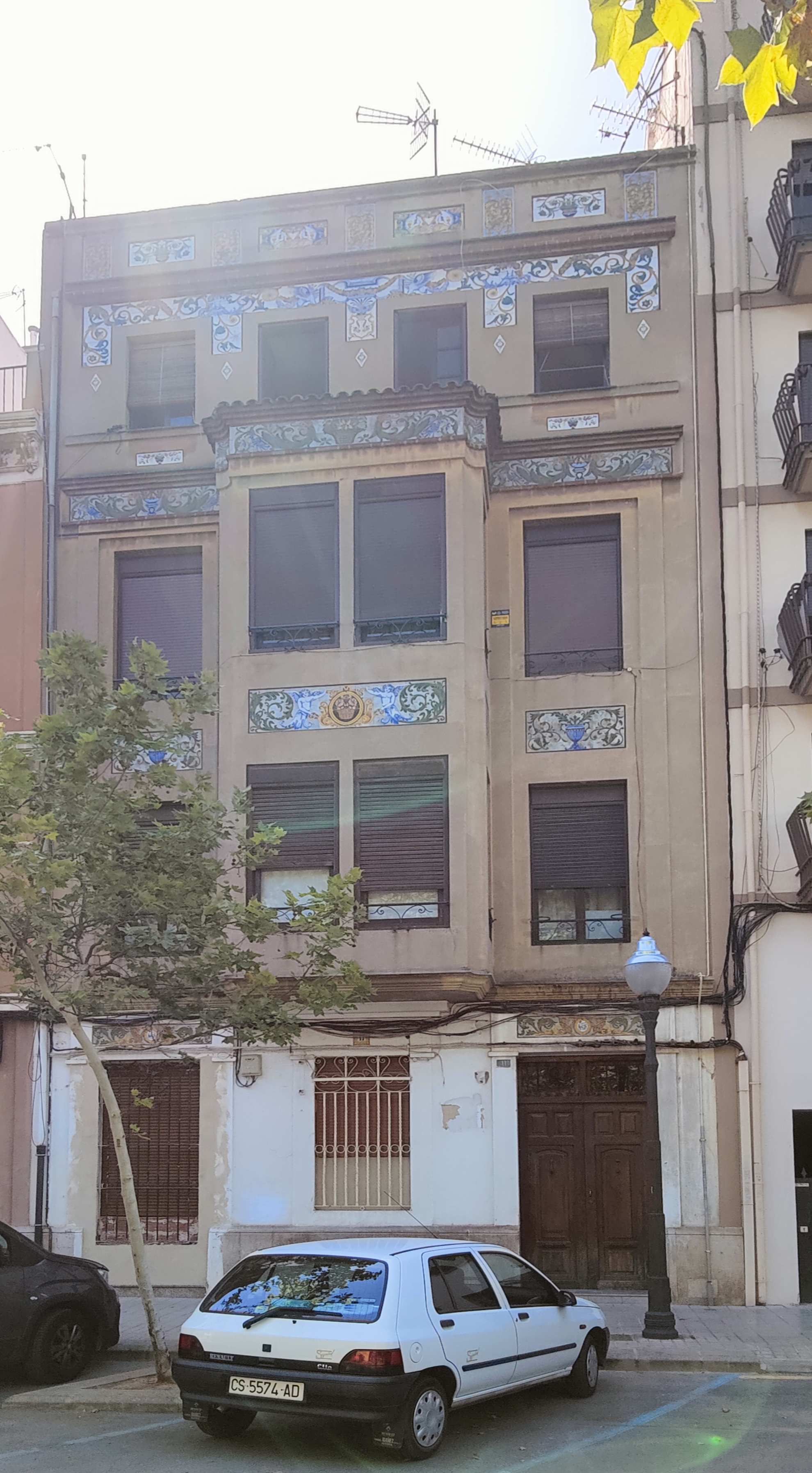
Paseo Ribalta n.º 11

Construcción de autoría desconocida datada en 1912 donde destacan sus numerosos paneles cerámicos ricamente decorados. En el antepecho de la terraza superior se observan 9 paneles rectangulares de azulejos de fondo blanco, dos de ellos con un jarrón y otros dos con dos putti con el cuerno de la abundancia, alternados con otros con el fondo azul y el dibujo de de frutos maduros y hojas verdes. El nivel inferior presenta un friso corrido de dos azulejos de 20 × 20 que se amplia en los espacios donde no hay vanos, con decoración ecléctica; la parte central la ocupa una guirnalda de naranjas sostenida por dos esfinges azules y zarcillos de acanto en espiral son sostenidos por puttis; justo en el centro aparece un Ave Fénix azul con las alas desplegadas y apoyada en una cartela en cuyo interior dos hojas de acanto de recuerdan el dibujo de una lira; debajo del friso aparecen azulejos romboidales con el escudo de Castellón y bajo las ventanas laterales sendas cenefas con un jarrón central del que surgen ramas y flores. El siguiente nivel corresponde al friso del [[Mirador (arquitectura)|mirador, en el centro aparece una gran cesta de diversos frutos es escoltada por grandes hojas verdes de acanto que finalizan con forma de elefante, a ambos lados unos aves fénix azules de perfil  y en los ángulos jarrones de frutos sostenidos por hojas entrelazadas; siguiendo la composición pero fuera del mirador la decoración continua igual cambiando el cesto por un jarrón azul. En el segundo piso y en el centro del mirador, se encuentra un panel central de 3 × 11 azulejos que presenta un óvalo dorado con volutas sostenido por dos ángeles azules y fitomorfos, en cuyo interior se observa un cesto con frutos verdes y morados; en los laterales existen unos paneles de 6 × 3 azulejos con un gran jarrón estilo imperio, azul, del que surgen zarcillos de cantos verdes, espirales, terminados en flores amarillas. En la plana baja, sobre el dintel de las dos puertas existentes hay dos frisos corridos de 2 × 12 azulejos que muestran un óvalo central donde se representa una mujer con un cesto de frutos y al fondo una arquitectura que semeja una alquería, sostenido por dos leones dorados alados fitomorfos de acanto en espiral; mientras que en el centro de la fachada aparece un azulejo del número de la dirección en negro sobre recuadro blanco dentro de la decoración vegetal sobre fondo dorado del resto de la pieza y en la parte superior del azulejo las letras «M G».

### Plaza de la Independencia
Esta plaza se configuró a finales del siglo XIX y principios XX en la confluencia de la carretera de Zaragoza con las rondas Mijares y Magdalena y el acceso a la estación de ferrocarril, el punto más destacado de la plaza es la farola monumental que se encuentra en la rotonda central, obra de Francisco Maristany en 1929 para conmemorar la coronación canónica de la patrona de Castellón la Virgen del LLedó en este mismo lugar en 1924. La acera norte de la plaza, a veces comparada con la «manzana de la discordia» barcelonesa, presenta uno de los entornos más peculiares de la ciudad.
A parte de los edificios descritos a continuación, el decreto de creación del BIC señala también los situados en el número 4 de la calle Cataluña y número 3 de la Ronda Magdalena, ambos derribados. Bajo la plaza se encuentra un de los refugios antiaéreos construidos durante la guerra civil española con capacidad para 100 personas y con acceso desde la calle Cataluña que está declarado como BRL. Igualmente, también existen bajo la plaza restos de las muralla liberale construida en 1837.

#### Clínica de Palomo

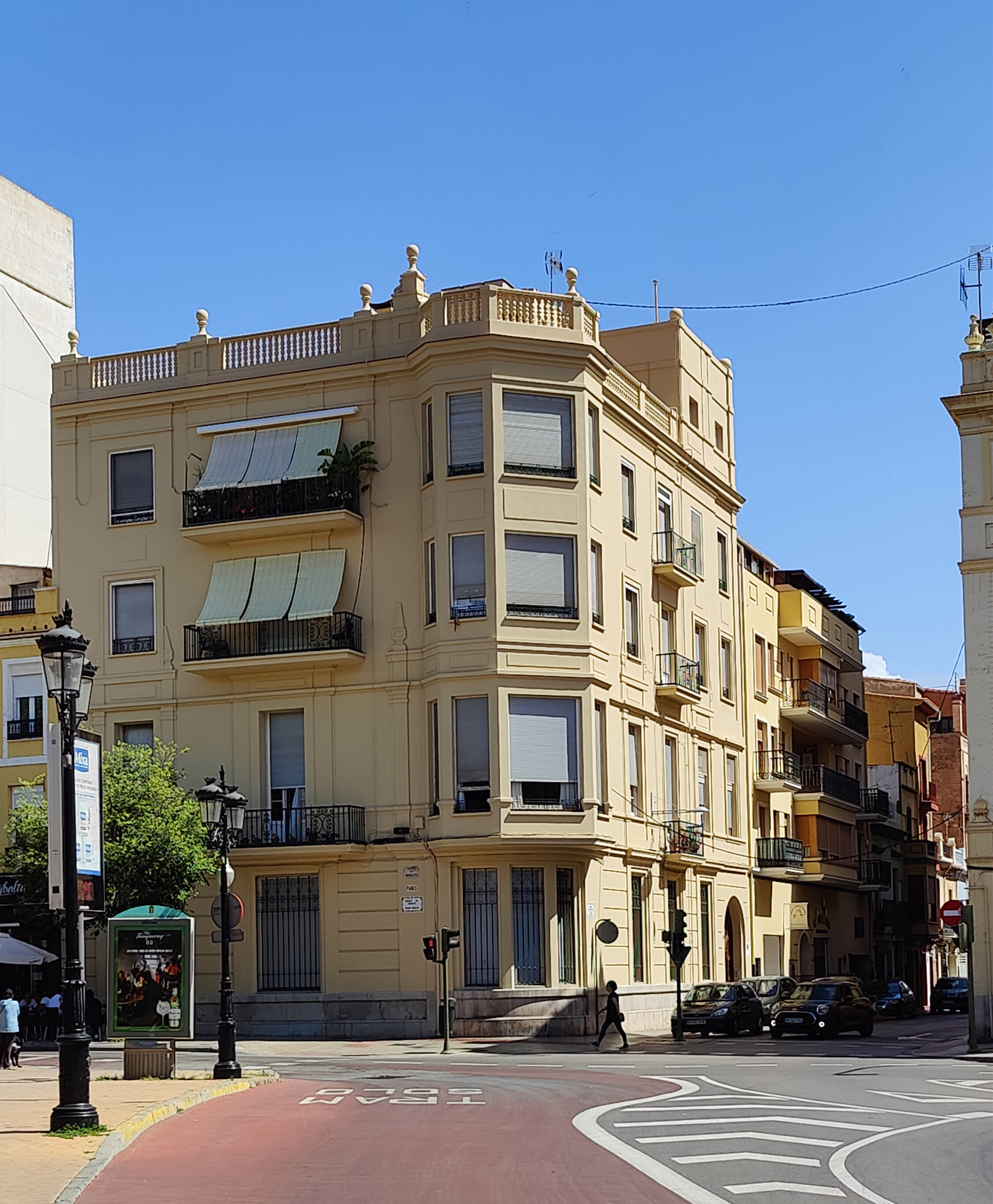
Clínica de Palomo

Edificio obra de los arquitectos José Gimeno Almela y Vicente Traver Tomás construido entre 1939 y 1940, probablemente como una sobreelevación de 4 plantas hacia la plaza de una construcción anterior. El volumen principal se ordena a partir de un mirador en chaflán que parte el resto de la fachada en 2 ejes hacia el paseo Ribalta y 4 hacia la calle Cataluña, cada uno de ellos organizados de forma similar con ventanas y dejando el eje central para balcones.

#### Casa Chillida

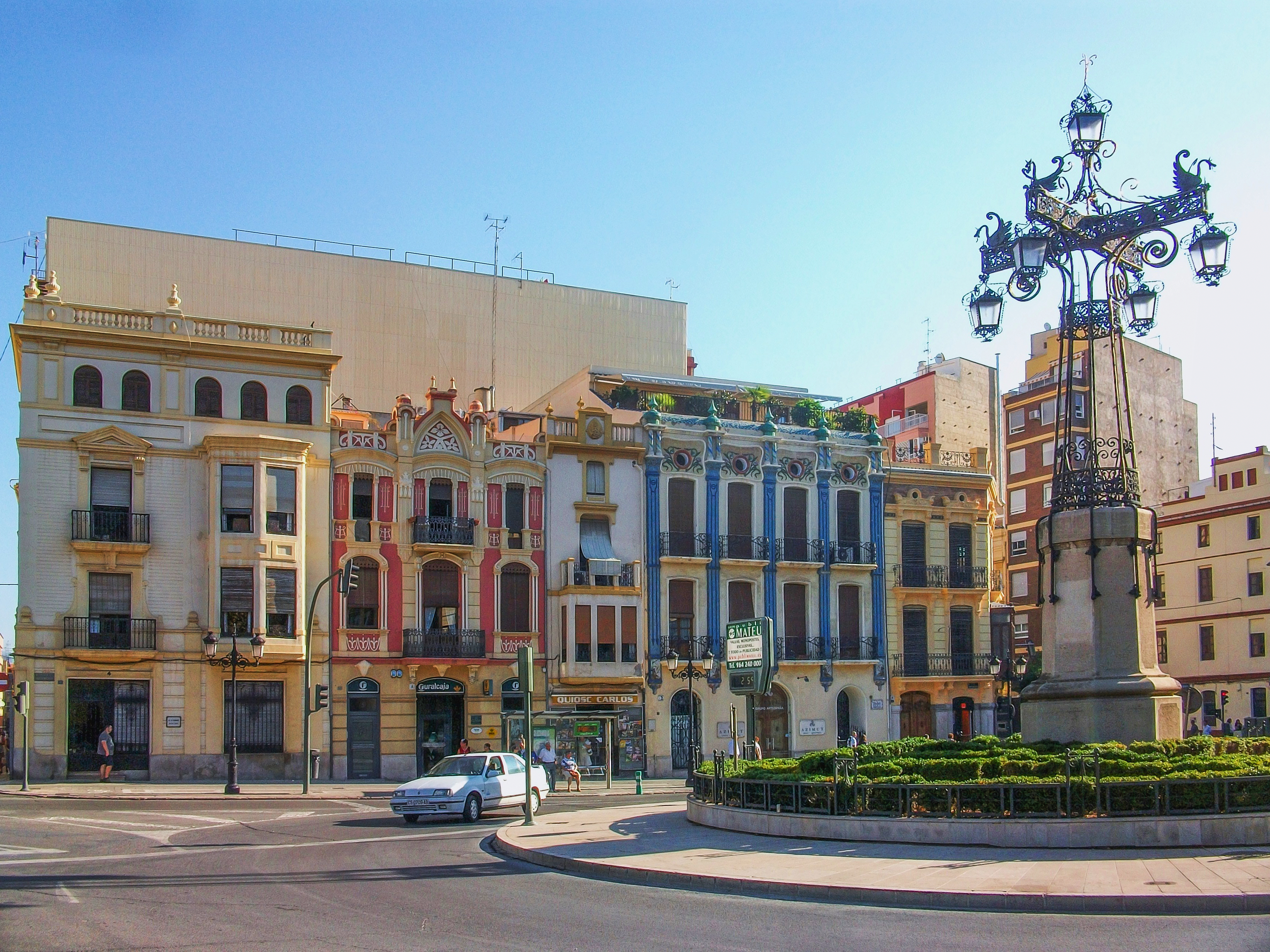
Plaza de la Independencia con la Casa Chillida, la Casa Alcón, el n.º 6, la Casa de las Cigüeñas, la Casa Calduch y La Farola

Edificio de autor desconocido construido entre 1914 y 1915 y posteriormente remodelado por Vicente Traver en 1934. Se trata de un contundente volumen prismático en esquina de 4 alturas. La puerta de acceso es arquitrabada y sobe ella se abren dos vanos rectangulares que sirven a un balcón, el hueco inferior se remata con un friso liso y voluta, que funciona como ménsula para el balcón superior, que se remata con un frontón triangular abocinado. El otro eje parte de un ventanal en planta baja del que por encima sobresale un mirador poligonal con dos vanos en su cara frontal y dos más en las laterales. La fachada lateral es sobria combinando huecos rectangulares mínimamente decorados con juegos de molduras geométricas. La última planta la forma un cuerpo de menores dimensiones con una logia de arcos de medio punto y una balaustrada con jarrones de piedra.

#### Casa Alcón
Construida por Manuel Montesinos Arlandiz en 1913 con un repertorio estilístico tomado de la Secesión de Viena. Presenta 3 alturas con decoración ecléctica rematadas con un arco apuntado, relieves en forma de triglifos y pináculos pseudogóticos.

#### Edificio plaza de la Independencia n.º6
Obra de Godofredo Ros de Ursinos entre 1911 y 1913, profundamente remodelado entre 1945 y 1946 por Francisco Maristany. Dispone de 4 plantas, en la baja el portal de acceso con el hueco redondeado en sus esquinas, en 1.ª planta un mirador colocado en la posguerra y que presenta tres ventanas alargadas entre machones, la 2.ª planta es un balcón sobre el mirador inferior con una puerta decorada en el dintel, que se eleva para envolver a la ventana de la 3.ª planta. El edificio se remata con una cornisa corrida apoyada en dos ménsulas y una balaustrada entre dos machones terminados con fresas y entrecortados por un antepecho macizo que contiene un escudo con una rueda dentada rodeada de cuernos de la abundancia y motivos vegetales.

#### Casa de las Cigüeñas
Este edificio que es la máxima expresión del modernismo castellonense a pesar de su sencillez estructural. Se construyó en 1912 probablemente bajo la dirección de Godofredo Ros de Ursinos. Consta de 3 plantas y desván. Mientras en planta baja se abren tres vanos de medio punto, en la planta 1.ª aparecen 4 filas de balcones separados por pilastras y terminados en sus respectivos óculos en el desván. La ornamentación a base de cerámica otorga a una fachada muy sencilla toda su policromía, ya que las pilastras están recubiertas de trencadís azul y descansan sobre unos pedestales decorados con cigüeñas, y se rematan con un capitel floral que sujeta unas dobles columnas tornasoladas que mantienen unos remates bulbosos al nivel del alféizar con pináculos. Los óculos están rodeados de motivos vegetales elaborados en cerámica.

#### Casa Calduch
Construido en 1.903 según proyecto de Francisco Tomás Traver. Consta de 3 alturas y desván con una fachada de estilo ecléctico ordenado a través de 9 ejes de ventanas, distribuidos dos hacia la plaza de la Independencia, uno en chaflán y 6 hacia la Ronda Magdalena, cada uno de ellos compuesto por un hueco en planta baja, balcones, huecos iguales en las plantas superiores y un óculo en el desván. Destacan los motivos decorativos de los vanos de las plantas superiores y el trabajo de forja en las barandillas de balcones y terraza superior. Sin embargo los principales recursos ornamentales se concentran en el chaflán y en la fachada a la plaza, donde la fachada en planta baja es prácticamente de piedra, destaca un mirador de madera en planta 1.ª colocado en 1911, y donde los paramentos se presentan almohadillados, los balcones se apoyan en ménsulas decoradas y los óculos se recogen en los relieves decorativos de los vanos inferiores. La fachada hacia la ronda es la más grande pero no presenta balcones ni a penas decoración. El edificio se remata con una línea de imposta que marca el cambio a un ladrillo visto en la zona del ático donde se sitúan lo óculos, una cornisa moldurada con dentellones sobre la que aparece la teja,y qu3e hacia la plaza y el chaflán presenta una barandilla metálica entre machones moldurados.

### Calle Zaragoza
La calle Zaragoza es el eje que une las dos plazas del ámbito. Con fachada a esta vía se construyeron algunos edificios relevantes de gran calidad arquitectónica, así como otros no tan importantes pero que ayudan a mantener la calidad ambiental del lugar reforzando el conjunto. El Catálogo de protecciones arquitectónicas del plan general urbanístico aprobado en 2022 destaca, a parte de los citados a continuación, los edificios sitos en los números 2, y 13, a los que el decreto de creación del BIC añade los números 24 y 32, este hace esquina con portal en la Ronda Magdalena n.º 1; así como los edificios situados en la Ronda Mijares números 1 (en pie), 2, 4 y 6, todos derribados.

#### Edificios n.º30 y 28
Ambas construcciones se realizaron probablemente de forma simultánea bajo proyecto de Manuel Montesinos en 1919, diferenciándose solo por el mirador de la casa del n.º 30 y la posterior reforma en planta baja también en esta dirección. Con 3 pisos de altura, se estructuran a través de sendos ejes verticales. La planta baja la forma un hueco bajo arco carpanel, sobre las líneas de imposta aparecen el balcón en la casa de la derecha y el mirador con protección de forja, un gran ventanal frontal y dos ventanas estrechas laterales cubierto una pequeña cubierta de teja en la de la izquierda en 1.ª planta, y sendos balcones más pequeños que los inferiores en 2.ª planta, todos con cerrajerías de fundición. Se rematan por dos tramos de balaustradas entre machones. En ambas construcciones destaca el tratamiento de la piel de las fachadas, con placas de textura rugosa, algunas de ellas más acentuadas con la aparición de líneas sinuosas.

#### Casa A. García
Edificio  obra de Francisco Tomás en 1907. Consta de 3 plantas con fachada articulada mediante un único eje, en planta baja una puerta muy trabajada con formas mixtilíneas y encintado siguiendo el contorno. En planta 1.ª un mirador apoyado sobre una ménsula corrida cuya sección es un cuarto de círculo, la pieza es de madera y se divide en 5 tramos, 4 de ellos iguales y el 5.ª ocupa la posición central y es de mayor tamaño destacando el cajón de la persiana decorado con una vidriera de colores. En planta superior un balcón metálico se abre sobre el mirador al que se accede por una puerta flanqueada por dos bandas alargadas coronadas con un cuadro decorado así como los relieves en el intradós del arco de medio punto que se apoya en el dintel. El remate se desarrolla sobre la cornisa, y lo constituye un peto ciego perforado con un vano de medio punto con barrotes verticales de obra, y la clave del arco señalado, junto al vano dos placas recortadas acompañan la composición.

#### Edificio n.º12
Edificio construido por el arquitecto Luis Ros de Ursinos en 1931.

#### Edificio n.º10
Edificio de grandes dimensiones, con 4 plantas de altura, obra de Francisco Traver en 1907. Su fachada se restructura a partir de tres ejes verticales donde se sitúan los huecos. El central arranca en planta baja con la puerta de entrada que tiene forma de arco rebajado, arriba sobresale un gran mirador construido posteriormente y que presenta un gran ventanal frontal y dos ventanas alargadas a cada lado, sobre él se sitúa el balcón de la 2.ª planta y más arriba el balcón más pequeño del último piso. Los ejes laterales son iguales y arrancan en una planta similar a la del hueco central, aunque el hueco de la izquierda ha sido posteriormente modificado, en planta 1.ª dos balcones idénticos a los que se accede también por un hueco en forma de arco rebajado, y en las plantas superiores otros dos balcones más pequeños apoyados sobre ménsulas molduradas que se repiten en el resto de huecos de estas alturas. Todos los huecos de la fachada están recercadoscon bandas verticales y todas las líneas de imposta igualmente sobresalen con molduras. El edificio lo remata una cornisa moldurada bajo que en las líneas de los ejes se abren unos huecos para ventilar la cubierta. La decoración es sencilla donde solo destaca el revoco.

#### Edificio n.º8
Edificio de 4 plantas proyectado por Francisco Tomás finalizado en 1907. El orden de sus fachadas se basa en dos ejes verticales iguales que contienen los huecos. En planta baja de gran tamaño y con forma de arco rebajado. En las 1.ª planta dos huecos encintados y con moldura en clave unificados por un balcón corrido. En el piso superior, los balcones son individuales pero presentan la misma decoración a base de guirnaldas y relieves. Por encima, la línea de imposta contiene las claves con orlas molduradas de los accesos a los balcones y las pequeñas ménsulas sobre las que abren los huecos de la cambra, 2 en cada eje. El edificio se remata por una cornisa sobre la que se superpone una balaustrada de anillos entre machones.

### Plaza Tetuán

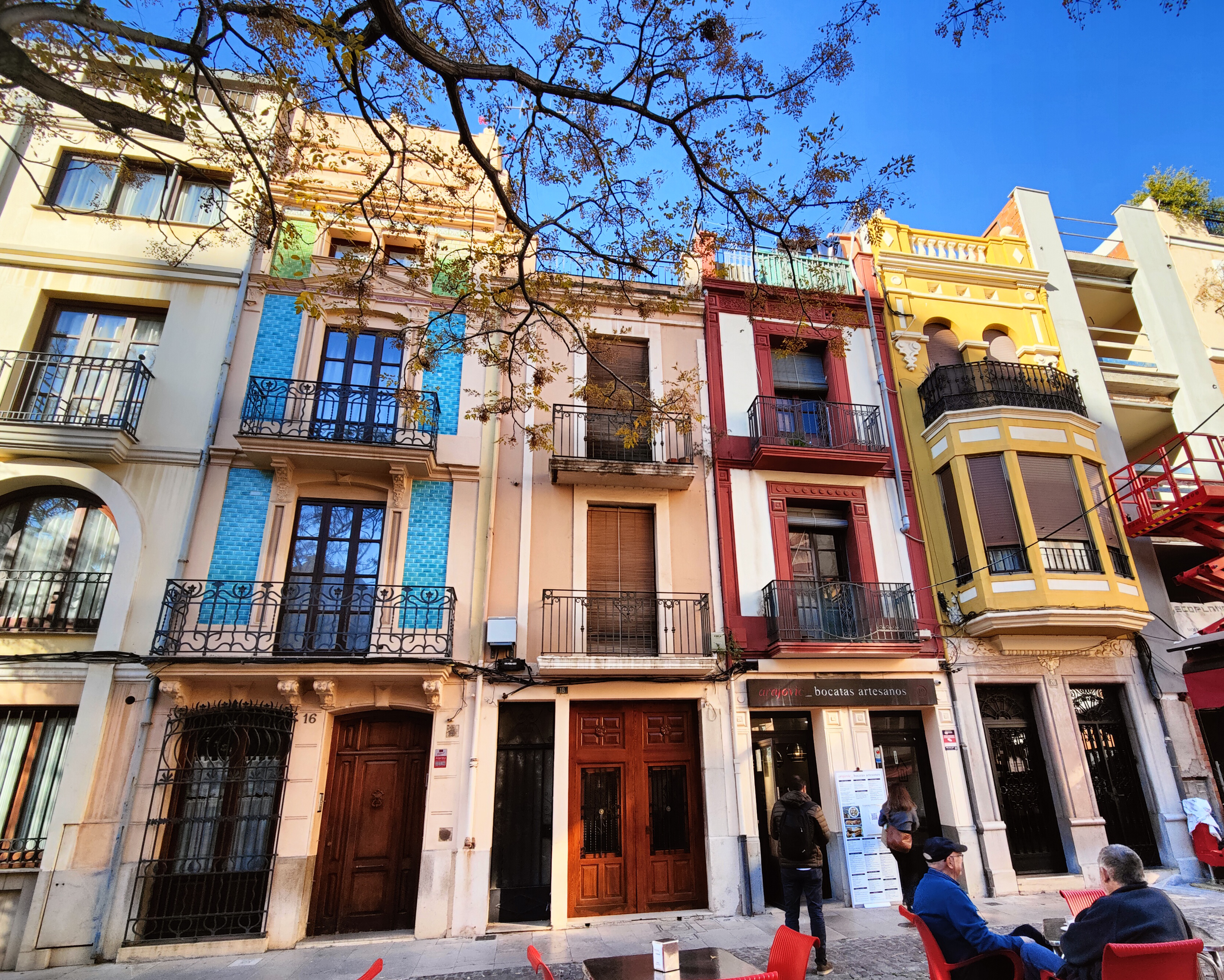
Edificios de la plaza Tetuán con los números 16 y 20

La plaza Tetuán es el espacio urbano más antiguo de los comprendidos por el conjunto histórico, ya que surge como parte del Ravalet que allí se construyó en el siglo XVIII, en su centro se instaló en 1792 un pozo que fue punto de reunión vecinal, que más tarde dio lugar al principal lugar de recero de la ciudad con la construcción de teatros y locales de ocio. En 1914 se ajardina la plaza con vegetación mediterránea mientras aparecen los edificios más característicos del espacio. En la década de 1980 la plaza es remodelada, y se instala en su centro una escultura de gran altura llamada Minerva paranoica, obra del artista Miquel Navarro en 1989.
Según el decreto que creó el BIC del conjunto histórico, todos los edificios de la plaza están protegidos, pero varios han sido derribados y sustituidos desde entonces, aunque no ha sido degradado en exceso.

#### Edificio n.º16
Antiguamente numerado con el 17, es obra del arquitecto Francisto Tomás Traver entre 1910 y 1912. Dispone de tres piso y cambra. Excepto en planta baja, toda la fachada se resuelve mediante un eje vertical que rompe en varias ocasiones. La planta baja se dispone con dos huecos, uno de acceso y otro enrejado a modo de ventana. Las dos plantas de piso las ocupan sendos balcones moldurados sobre ménsulas decoradas, ocupando el de la 1.ª planta toda la fachada y el de la 2.ª con la mitad de extensión. Los huecos de ambos pisos presentan un dintel curvo y se flanquean por unas bandas que imitan ser pilastras que en la planta inferior acaban en ménsulas y en la superior se rematan con un frontón mixto decorado con relieves sobre el que surgen las dos ventanas pareadas de la cambra creando una especie de doble pórtico. Junto a las medianeras se desarrollan sendas pilastras que llegan hasta la cornisa escalonada del edificio, que se remata por un peto macizo entre tres machones. Cada piso se rompe en fachada mediante machones que rompen la verticalidad de la fachada y enmarcan los paños de azulejos en colores verde y azul.

#### Edificio n.º20
Obra de Vicente Traver en 1935.

#### Edificio de Correos

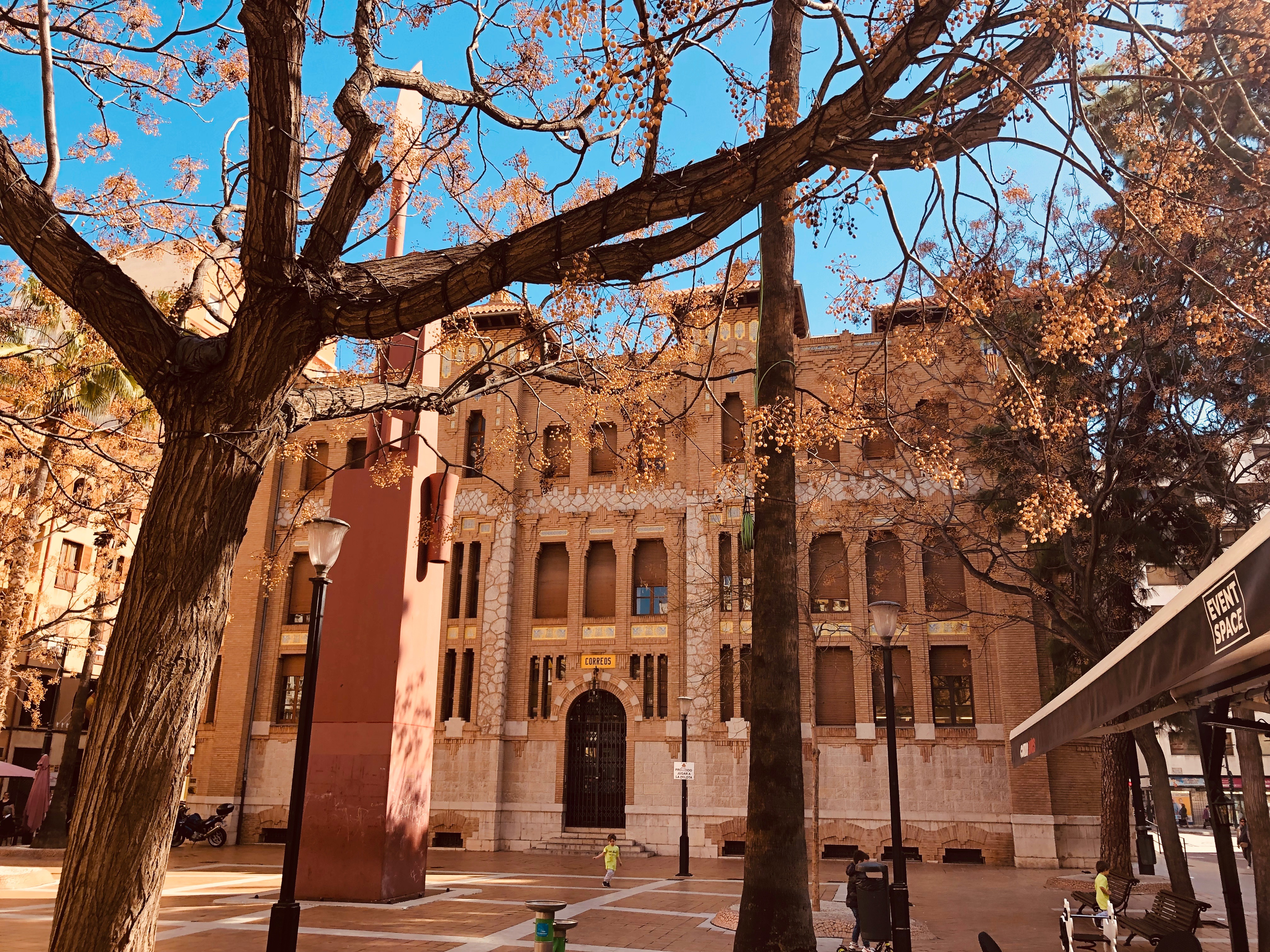
Edificio de Correos y escultura Minerva paranoica

El edificio que ocupaba la principal oficina de Correos en Castellón fue diseñado por Demetrio Ribes en 1916 en compañía de Joaquín Dicenta Vilaplana. No se empezó a construir hasta 1928, finalizando las obras en 1932. De estilo neomudéjar, está realizado en piedra y hierro, pero destaca el ladrillo visto al modo toledano de sus fachadas, así como su notable decoración con azulejos. La fachada es tripartita, con un zócalo de sillería, la siguientes 2 plantas a base de mampostería concertada y los huecos rodeados de ladrillo, y la última planta enteramente de este material. Destacan las torretas coronadas con un alero y rematadas con pináculos neogóticos que sobresalen de las fachadas. Es una de las mejores obras del modernismo en la capital y constituye por sí solo un Bien de relevancia local.

#### Casa Miquel Pascual

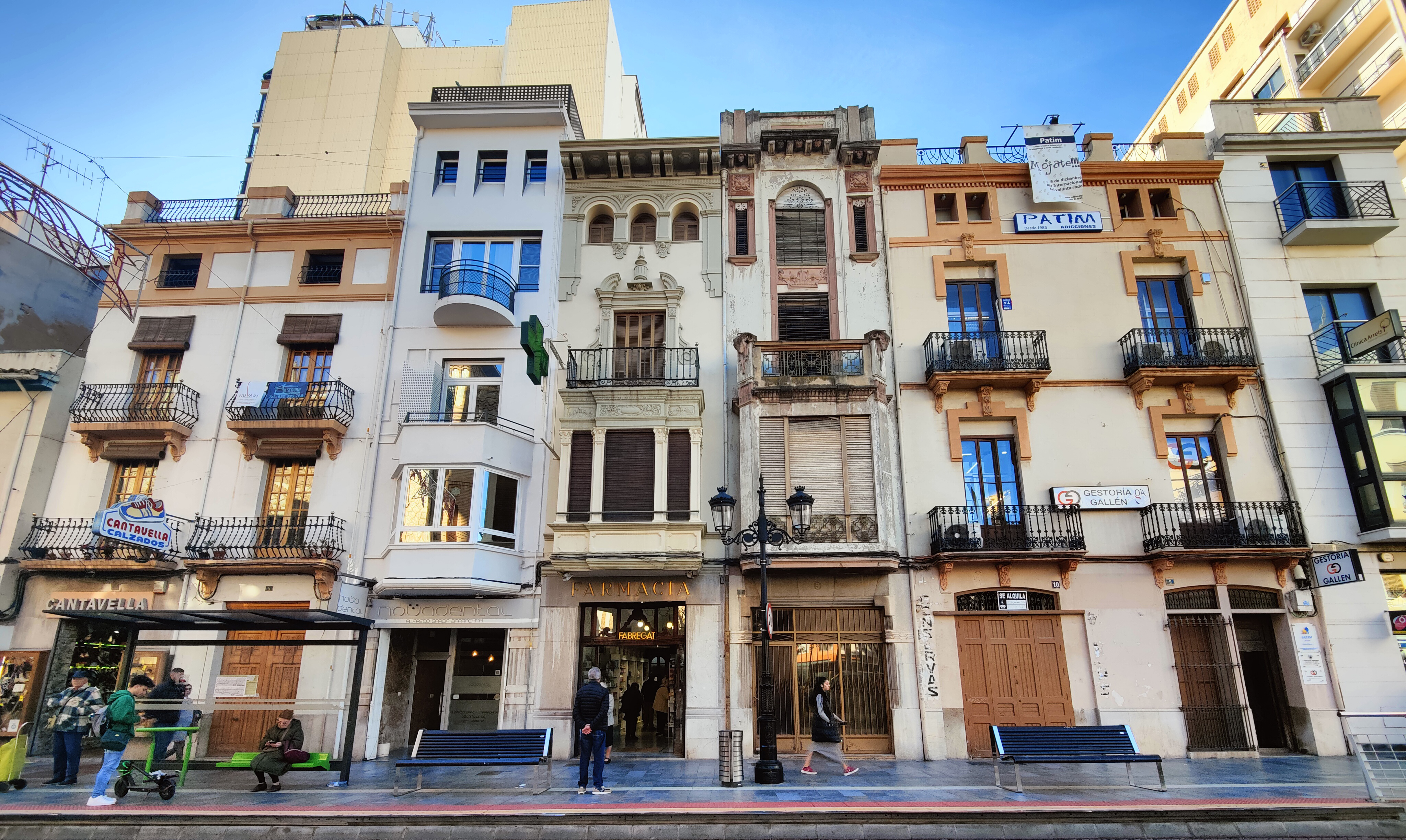
Edificios de la plaza Tetuán con los números 6, 7 (Farmacia Fabregat) y 8 (Casa Miquel Pascual)

Obra de Francisco Maristany en estilo art déco construida entre 1934 y 1936. Consta de 4 plantas. En la baja, que se destinaba a carnicería. En 1.ª planta sobresale un mirador sobre el que se abre un balcón con la barandilla decorada con motivos en forma de cabeza de carnero como alegoría del comercio que allí se realizaba. La ventana de la planta 3.ª tiene forma de arco y comparte jambas con el hueco inferior y en el hueco que dejan entre ambos niveles se encuentra un panel decorativo con la imagen de unos gallos. El remate del edificio nace en esta última planta, con sendas jambas asaetadas y apoyadas sobre repisas abiertas por un hueco alargado y que continúan en otros dos plafones decorativos. La cornisa es sobre ménsulas, y se rompe para desarrollarse en dos niveles, los laterales más bajos se alinean con las ventanitas de las jambas y se rematan en dos machones, la central está más elevada y se cierra con un peto.

#### Farmacia Fabregat
En este edificio de viviendas con local comercial dedicado a la farmacia de Benjamín Fabregat Martí, el arquitecto José Meyer dejó atrás su vocabulario basado en el movimiento moderno para inspirarse en las formas casticistas de la obra de Leonardo Rucabado.
Dispone de 4 plantas cuyos huecos responden a un eje central. La planta baja presenta un único hueco con el paramento de piedra sin adornos. En plnta 1.ª sobresale un mirador clásico con pilastras y capiteles corintios que sujetan un notable entablamento quebrado profusamente decorado que incluso presenta cimacio decorado con ovas y dardos. Sobre él, aparece un balcón cerrado con rejería cuyo hueco está también enmarcado por pilastras que sujetan un frontón curvo partido con un pináculo. En 3.ª planta se forma una logia de tres vanos con forma de arco de medio punto, muy ornamentada con angelotes, pilastras y motivos vegetales. Por últmo la cornisa es moldurada sobre cuatro pares de ménsulas estriadas entre las que aparecen plafones geométricos. Toda la fachada está enfoscada con la decoración resaltada en otro color.

#### Edificio plaza Tetuán n.º6
Proyectado por José Meyer y finalizado en 1931, presenta todas las características del racionalismo que manejaba. Tiene 5 alturas, cada una de ellas con una composición de fachada diferente, pero conservando el eje de simetría central. Diversas reformas han desvirtuado la obra. En planta baja solo se conservan las jambas de piedra trabajada. De la planta 1.ª sobresale un mirador en forma de medio hexágono, que en la planta superior hace de piso a un balcón. La 3.ª planta presenta un balcón circular cerrado por una barandilla metálica de tipo «barco» y su puerta de acceso se enmarca dentro de un hueco horizontal mucho más amplio. La 4.ª planta presenta tres ventanas a la manera de las cambras tradicionales en este tipo de viviendas castellonenses. Por último presenta una cornisa plana muy potente.

#### Refugio antiaéreo

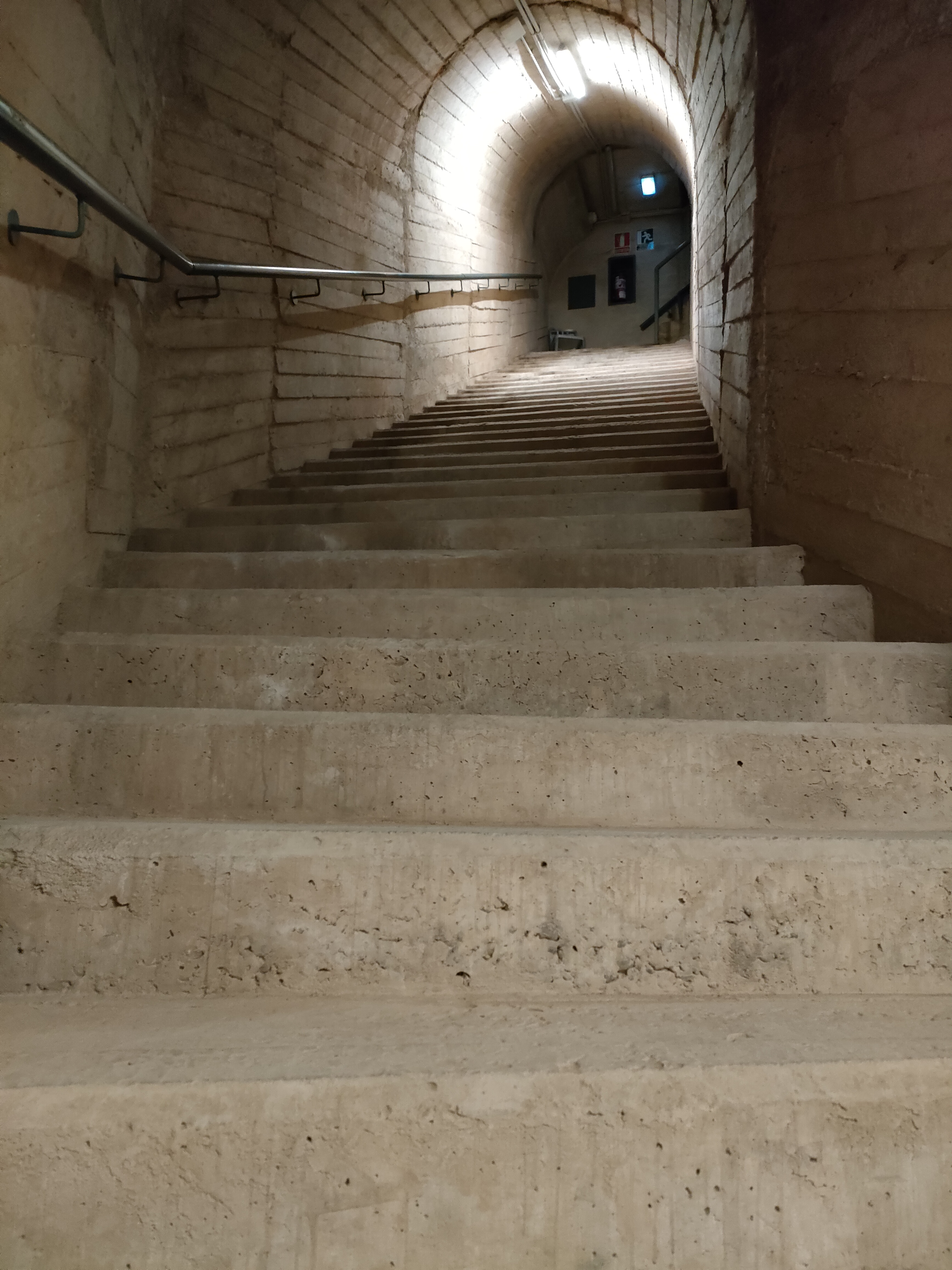
Escaleras del refugio antiaéreo

Entre 1937 y 1938 se construyeron en Castellón más de 300 refugios antiaéreos para proteger a la población de los bombardeos ocurridos durante la guerra civil. Uno de ellos, el que se construyó bajo la plaza entonces dedicada a Fermín Galán tenía una capacidad para 1000 personas, y reabrió tras ser rehabilitado como espacio museístico en 2018 a cargo del Museo de la Ciudad de Castellón. Como la mayoría de refugios del municipio se construyó a una profundidad de entre 12 y 15 m de profundidad y sobre el nivel freático empleando bóvedas de ladrillo, tierra, piedra y hormigón armado. Finalizada la contienda se mantuvo abierto y reformado en 1942 y en 1952 se pretendió volver a realizar obras pero finalmente cayó en el olvido junto al resto de construcciones similares. Está declarado Bien de relevancia local.